# Nuur-Moschee
Die Nuur-Moschee (Urdu مسجد نور DMG Masǧid Nūr, deutsch ‚Moschee des Lichts‘) der Ahmadiyya Muslim Jamaat in der Babenhäuser Landstraße in Frankfurt-Sachsenhausen ist die viertälteste Moschee Deutschlands.

## Bau
Der Grundstein der Nuur-Moschee wurde von dem pakistanischen UNO-Politiker und Präsidenten des Internationalen Gerichtshofs Sir Muhammad Zafrullah Khan gelegt. Die Ahmadiyya-Moschee wurde am 12. September 1959 durch ihn eröffnet. Sie bietet mit einer Gebetsfläche von etwa 85 m² Platz für etwa 125 Gläubige.
Das Gebäude beinhaltet einen Gebetsraum und eine angeschlossene Wohnung für den Imam sowie ein Büro.

## Bedeutung der Moschee

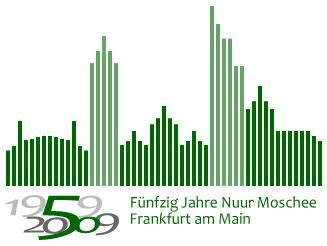
Jubiläumslogo

Die Nuur-Moschee ist die zweite Moschee, die nach dem Zweiten Weltkrieg in Deutschland gebaut wurde. Zwei Jahre zuvor hatte ebenfalls die Ahmadiyya Muslim Jamaat in Hamburg die Fazle-Omar-Moschee gebaut. Sie ist die älteste Frankfurter Moschee und blieb über drei Jahrzehnte der einzige sichtbare muslimisch-geprägte Sakralbau der Stadt.
Die Moscheegemeinde veranstaltet jährlich am 3. Oktober den „Tag der offenen Moschee“ und zählt rund 300 Mitglieder.
Bevor die Ahmadiyya Muslim Jamaat im Jahr 1985 das Gelände „Nasir Bagh“ in Groß-Gerau erwarb, fand die Jalsa Salana (Jahresversammlung) in dieser Moschee statt. Lange Zeit blieb die Moschee das Ahmadiyya-Zentrum Süddeutschlands, in dem Ahmadi-Muslime aus Hessen, Bayern und Baden-Württemberg das Fest des Fastenbrechens (ʿĪd al-fitr) und das islamische Opferfest (ʿĪd ul-Adha) begingen.
1966 suchte der Boxer Muhammad Ali vor seinem Kampf gegen Karl Mildenberger das Gotteshaus für ein Gebet auf.
Im Dezember 2009 besuchte das Oberhaupt der Ahmadiyya die Jubiläumsfeierlichkeiten zum 50-jährigen Bestehen der Moschee im Ratskeller des Römers.

### Frauengästehaus
Die Ahmadiyya Muslim Jamaat hat auf dem Gelände hinter der Nuur-Moschee ein Frauengästehaus mit sechs Wohneinheiten gebaut. Es soll „gemeindeintern der Beherbergung von Frauen in Notlagen dienen und mitunter zur Unterbringung von Gästen der Gemeinde, überwiegend Frauen, zur Verfügung stehen“. Es ist das erste Haus dieser Art in Deutschland, das von der Frauenorganisation der Ahmadiyya finanziert wird.